# Metal Jukebox
Metal Jukebox (с англ. — «Музыкальный автомат метала») — кавер-альбом немецкой пауэр-метал группы Helloween. Песня «Lay All Your Love on Me» была выпущена в Японии как сингл. Каждый участник группы записывал свои партии независимо друг от друга (в разных странах и студиях) и позже они были сведены воедино на студии Tenerife Энди Дериса.

## Трек-лист
| №                   | Название                                               | Автор(ы)                                     | Длительность |
| ------------------- | ------------------------------------------------------ | -------------------------------------------- | ------------ |
| 1.                  | «He's a Woman - She's a Man» (кавер на Scorpions)      | Клаус Майне, Герман Раребелл, Рудольф Шенкер | 3:13         |
| 2.                  | «Locomotive Breath» (кавер на Jethro Tull)             | Иэн Андерсон                                 | 3:56         |
| 3.                  | «Lay All Your Love on Me» (кавер на ABBA)              | Бенни Андерссон, Бьорн Ульвеус               | 4:36         |
| 4.                  | «Space Oddity» (кавер на Дэвида Боуи)                  | Дэвид Боуи                                   | 4:51         |
| 5.                  | «From Out of Nowhere» (кавер на Faith No More)         | Родди Боттум, Билли Гулд, Майк Паттон        | 3:19         |
| 6.                  | «All My Loving» (кавер на The Beatles)                 | Джон Леннон, Пол Маккартни                   | 1:44         |
| 7.                  | «Hocus Pocus» (кавер на Focus)                         | Ян Аккерман, Тийс ван Лейр                   | 6:43         |
| 8.                  | «Faith Healer» (кавер на Sensational Alex Harvey Band) | Алекс Харви, Тед МакКенна                    | 7:08         |
| 9.                  | «Juggernaut» (кавер на Фрэнка Марино)                  | Фрэнк Марино                                 | 4:50         |
| 10.                 | «White Room» (кавер на Cream)                          | Пит Браун, Джек Брюс                         | 5:46         |
| 11.                 | «Mexican» (кавер на Babe Ruth)                         | Алан Шеклок                                  | 5:48         |
| Общая длительность: | Общая длительность:                                    | Общая длительность:                          | 57:24        |

| №   | Название                              | Автор(ы)                                                     | Длительность |
| --- | ------------------------------------- | ------------------------------------------------------------ | ------------ |
| 12. | «Rat Bat Blue» (кавер на Deep Purple) | Ричи Блэкмор, Иэн Гиллан, Роджер Гловер, Джон Лорд, Иэн Пейс | 5:30         |

## Участники записи
- Энди Дерис — вокал
- Михаэль Вайкат — гитары
- Роланд Грапов — гитары
- Маркус Гросскопф — бас-гитара
- Ульрих Куш — ударные